# Forcepia apuliae
Forcepia apuliae är en svampdjursart som först beskrevs av Sarà 1969.  Forcepia apuliae ingår i släktet Forcepia och familjen Coelosphaeridae.
Artens utbredningsområde är Italien. Inga underarter finns listade i Catalogue of Life.